# Adolf Meyer (architekt)

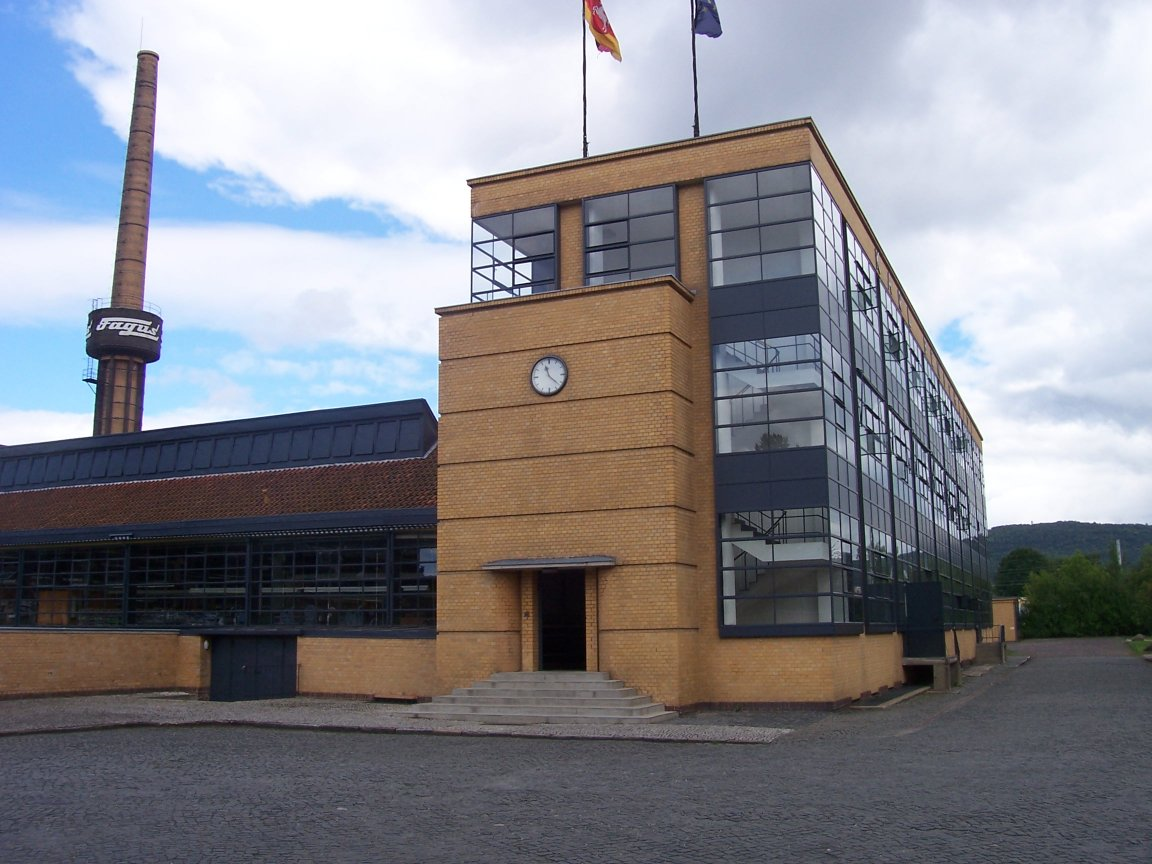
W. Gropius & A. Meyer: fabryka obuwia Fagus w Alfeld (Leine)

Adolf Meyer (ur. 17 czerwca 1881 w Mechernich w Nadrenii, zm. 24 lipca 1929 na Baltrum) – niemiecki architekt, przedstawiciel modernizmu, współpracownik Waltera Gropiusa.

## Życiorys
Meyer uczył się drzeworytnictwa i meblarstwa. Od 1904 do 1907 studiował w Düsseldorfie u Petera Behrensa, następnie pracował w jego berlińskim biurze (1907–1908), gdzie poznał Waltera Gropiusa. Od 1910 do 1925 był kierownikiem pracowni Gropiusa i jego głównym współpracownikiem. Na wystawie Werkbundu w Kolonii w 1914 Gropius i Meyer zaprezentowali modelowy budynek fabryczny wraz z biurowcem na potrzeby średnich przedsiębiorstw – tył budynku fabryki pokrywała szklana ściana, fasada z przodu była pozbawiona okien, pokryta płytami z wapienia modelowanymi na cegłę.
Od 1919 uczył w kierowanym przez Gropiusa Bauhausie. W 1919 podpisał manifest Rady Pracowniczej Sztuki (niem. Arbeitsrat für Kunst) i był członkiem berlińskiej grupy architektów awangardowych Der Ring, której przewodził Ludwig Mies van der Rohe.
W 1925 założył własne biuro. Od 1926 pracował w administracji miejskiej Frankfurtu nad Menem, budując m.in. mosty i jazy dla regulacji rzeki Niddy. Meyer zajmował się również wzornictwem przemysłowym, projektując m.in. lampy. 
W 1928 założył tam wraz z m.in. Martem Stamem, Willim Baumeistrem i Josefem Gantnerem Grupę Październikową (niem. Oktobergruppe).

## Wybrane dzieła
- 1911 (1913–1914) – fabryka obuwia Fagus w Alfeld (Leine) (z Walterem Gropiusem)[5]
- 1914 – fabryka na wystawie Werkbundu w Kolonii (z Walterem Gropiusem)[5]
- 1923 – dom am Horn w Weimarze (z George'em Muchem)[5]
- 1924 – dom Auerbacha w Jenie (z Walterem Gropiusem)[5]
- 1927 – planetarium w Jenie[4]
- 1927 – pałac Ligi Narodów w Genewie[4]
- 1927–1928 – budynek koksowni we Frankfurcie nad Menem[4]
- 1928 – stacja transformatorowa w dzielnicy Frankfurtu Eschersheim[4]
- 1928–1929 – budynki elektrowni we Frankfurcie nad Menem[5]